# Palazzo Cavalli alle Porte Contarine
Palazzo Cavalli alle Porte Contarine è un edificio di origine tardomedievale sito a Padova, nei pressi dell'Arena e della chiusa detta "Porte Contarine". Prende il nome dalla famiglia Cavalli che a partire dal Cinquecento modificò gli edifici medievali preesistenti e ne fece una sontuosa residenza. Ceduto nel XIX secolo al comune fu alloggio per gli ufficiali dell'esercito, sede della dogana, in seguito sotto l'Università degli Studi di Padova, sede della Regia Scuola per applicazione degli ingegneri. Ospita il Centro di Ateneo per i Musei e il Museo della natura e dell'uomo.

## Storia
Le tracce più antiche di frequentazione del sito dove sorge Palazzo Cavalli risalgono a un periodo compreso tra il I secolo a.C. e il I secolo d.C.; solo dalla metà del Quattrocento compaiono le prime documentazioni che testimoniano degli interventi edilizi nell'area.
L'acquisto del terreno da parte dell'omonima famiglia è legato a una serie di vicende di politica cittadina che videro coinvolte alcune famiglie aristocratiche della Padova del tempo; a metà del XVI secolo, alle Porte Contarine sorgeva così il palazzo dei Cavalli «con brollo, corte, et corticella, serate de' muro». Costruito soprattutto per volontà di Marino Cavalli, non fu mai propriamente residenza della famiglia che aveva nel frattempo acquisito un palazzo che si affacciava sul Canal Grande a Venezia.
Al momento della morte del patriarca la proprietà passò alla vedova del figlio prediletto Giovanni e nipoti, che però continuarono a coabitare con il resto della famiglia nella città in mezzo alla laguna; il palazzo rimase quindi libero e venne affittato a varie personalità della Padova veneziana.
Nel 1585 ci si trasferì Paolo Giordano Orsini, che fuggiva da Roma con l'amata Vittoria Accoramboni; come riportato dalla storiografia cittadina, il luogo fu teatro del cruento omicidio di quest'ultima un mese dopo la morte dell'amato.
Agli inizi del Seicento Giovanni Cavalli vincolò la proprietà della residenza tramite un «Perpetuo fidecomisso di primogenitura» e a seguire agli altri figli in ordine di nascita per evitare la dispersione dei beni della famiglia.
Tra il XVII e XVIII secolo, prima sotto Giovanni, ma poi soprattutto su commissione di Federico Cavalli, spinti anche dalla promessa dote della moglie Elisabetta Duodo, il palazzo fu quindi profondamente rinnovato. Tra gli interventi anche la commissione dell'imponente apparato decorativo, in parte sopravvissuto. Grazie a un documento redatto alla morte di Giovanni, avvenuta nel1682, esiste un inventario di ciò che era contenuto all'epoca nel palazzo.
Nel 1743 la residenza Patavina passò alla giovane Elisabetta Cavalli e fu parte della dote che la vide sposa a Girolamo Francesco Bollani; il palazzo cambiava quindi definitivamente proprietà circa 300 anni dopo la sua costruzione.
A queste vicende seguì un lento declino della proprietà, che nel XIX secolo passava prima in affitto all'I.R. Delegazione provinciale di Padova che la utilizzò come alloggio per gli ufficiali dell'esercito per poi essere ceduta definitivamente allo Stato, che nel 1840 vi insidiò la dogana. Al passaggio di proprietà seguì una fase di ristrutturazione, che interessò soprattutto il piano nobile, per adattare la struttura alla nuova funzione di ufficio pubblico.
I primi segni documenti di interesse per il palazzo da parte dell'ateneo patavino risalgono al 1882, ma solo nel 1892 venne ufficializzata la cessione all'università di Padova, dopo la quale iniziò una serie di lavori per adattare il palazzo ad ospitare la scuola di applicazione degli ingegneri; gli interventi più consistenti riguardarono gli edifici posti nel retro del palazzo, che vennero abbattuti per costruire nuove strutture adatte a ospitare l'insegnamento.
Nel 1929 l'aumento delle discipline e degli studenti iscritti alla scuola degli ingegneri comportò il trasferimento di quest'ultima e nel 1932 a Palazzo Cavalli si trasferì l'istituto e il Museo di geologia; a questo nuovo cambio di destinazione seguì un parziale ripristino degli ambienti e dell'apparato decorativo originale del palazzo.
Nel corso della seconda metà del Novecento vennero condotti altri interventi di sistemazione e rinnovamento degli ambienti che riguardavano i fabbricati che si affacciano su corso Garibaldi.
L'edificio, divenuto sede del Centro di Ateneo per i Musei, dal 2022 per gli 800 anni dell'università di Padova è stato sottoposto a lavori di restauro e adattamento per ospitare il Museo della natura e dell'uomo.

## Descrizione
Il Palazzo nobiliare, già dal momento della sua fondazione, è caratterizzato da un edificio a pianta rettangolare affiancato da un «brollo, corte, et corticella» sul versante meridionale, cinti da bassa muratura.
L'aspetto dell'edificio attuale è in parte gran parte sovrapponibile a quello cinquecentesco.
La facciata è caratterizzata da due livelli principali e un mezzanino. La parte basamentale presenta matrici cinquecentesche: al centro un portale d'ingresso ad arco fiancheggiato da paraste doriche bugnate; ai lati finestre inquadrate da cornici, anch'esse bugnate. La fascia superiore, invece, assume caratteri seicenteschi: sopra al portale, una trifora centinata intervallata da lesene doriche, coronata da un timpano curvilineo e sottolineata da una balaustra sporgente con colonnine modanate; su entrambi i lati due finestre rettangolari e una porta finestra con poggiolo, tutte sormontate da timpani triangolari. Le aperture del sottotetto, prive di decorazioni, si allineano con quelle dei due livelli inferiori. La facciata si conclude con un frontone e con una cornice con dentellature in aggetto, che cinge sia la sommità dell'edificio sia il contorno del frontone.
Gli ambienti interni sono distribuiti secondo lo schema della casa veneziana: passando per il portale d'ingresso un «portego da basso» dà accesso una serie di stanze di servizio e mediante uno scalone monumentale, negli appartamenti superiori, a una struttura omologa con variazioni dal punto di vista funzionale.

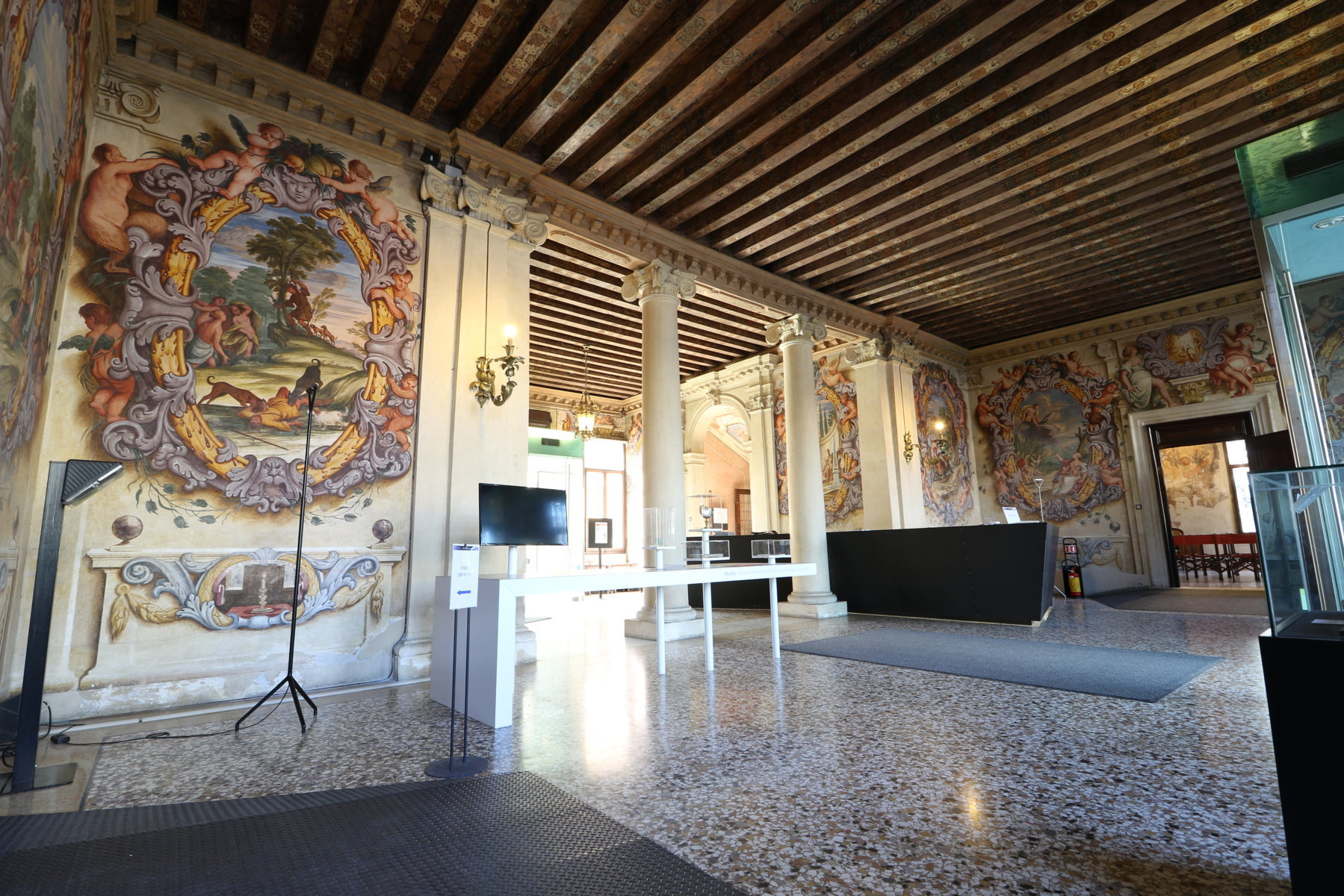
Androne al pianterreno

Al pianterreno un androne strutturato a T introduce da un lato, verso l'Arena, a due sale affrescate, un tempo adibite a camere da ricevimento per gli amici o piccoli gruppi di visitatori, dall'altro lato, verso le Porte Contarine, alla cosiddetta Sala della caccia, con funzione di tinello, accanto alla quale si trovavano le cucine. L'ambiente di ingresso presenta, parallelamente alla facciata, un architrave sorretto al centro da due colonne ioniche, ribattute sulle pareti laterali con paraste ioniche.

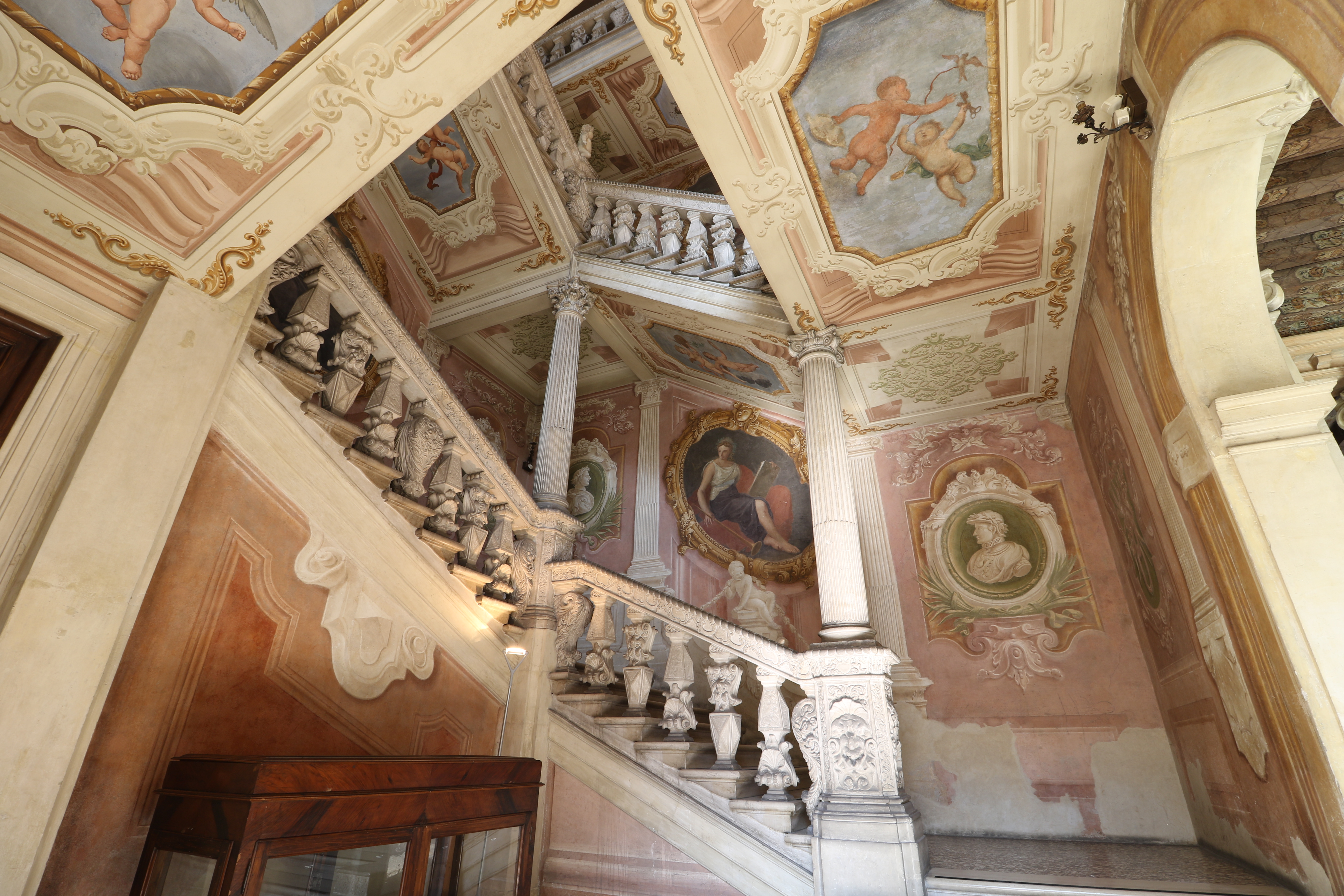
Scalone

Sempre sul lato più vicino alle Porte Contarine, ma spostandosi sul versante meridionale, si trova un grande vano quadrato occupato scala monumentale, che non solo assolve solo la funzione di connessione dei tre piani dell'edificio, ma assume nel contempo un ruolo centrale nel sottolineare l'importanza della famiglia. Si tratta di uno scalone impostato secondo lo schema di rampe concentriche che si strutturano attorno a un vuoto centrale. È sorretto da una serie di colonne di tipo ionico e corinzio, le quali si riflettono con paraste sulle pareti laterali. Il parapetto si compone di una lunga serie di balaustrini barocchi. Il soffitto originale era costituito da un lucernario ottagonale, ma rimosso a fine Ottocento. In aggiunta, lo scalone dava accesso ad alcune strutture pensili con funzione di latrina, a uno stanzino ligneo che si affacciava sul giardino interno e a un camerino, entrambi non più presenti.

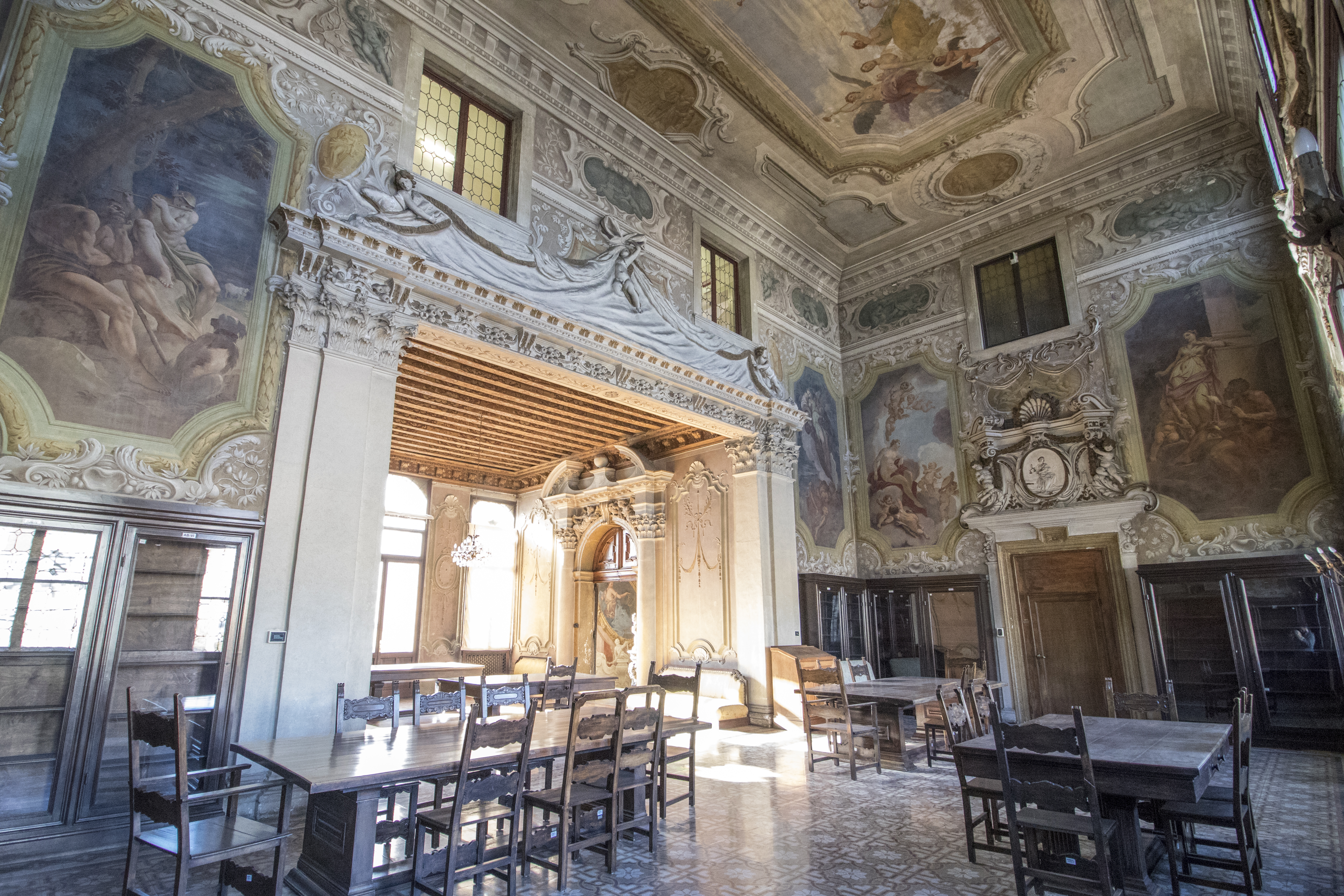
Salone

Il piano nobile si distribuisce in un salone centrale che riprende la struttura a T del piano terra e lo porta a doppia altezza, il quale disobbliga a nord-ovest nella camera padronale e nel cosiddetto «camerino de' fiori», mentre a nord-est in stanze ricche di quadri e nella camera degli stucchi, ovvero l'ambiente che doveva essere il più fastoso dell'intero palazzo.
Successivamente il palazzo subì leggere modifiche, tra cui l'innalzamento e la successiva demolizione di un muro che divideva il salone superiore dal vestibolo e il completo rifacimento dello scalone per le condizioni strutturali precarie in cui versava.
Relativamente allo spazio retrostante, è l'Università di Padova a realizzare i due corpi di fabbrica paralleli, uno verso la strada, allora via delle Ballotte e oggi corso del Popolo, e l'altro verso la Conca delle Porte Contarine. Lì prendono sede gli istituti di geologia e mineralogia e i loro musei.

### Decorazione
Gli affreschi del palazzo sono ispirati alla tradizione classica e realizzati da diversi artisti. Al pianterreno sono presenti varie rappresentazioni; nell'atrio; nella Sala delle storie romane, nella Sala delle storie bibliche e nella Sala della caccia. Ulteriori raffigurazioni si trovano nello scalone e, al piano superiore, nel salone nobiliare. 
I cicli pittorici, presenti nelle sale del pianterreno e databili intorno al 1680, sono attribuiti al pittore padovano Michele Primon.

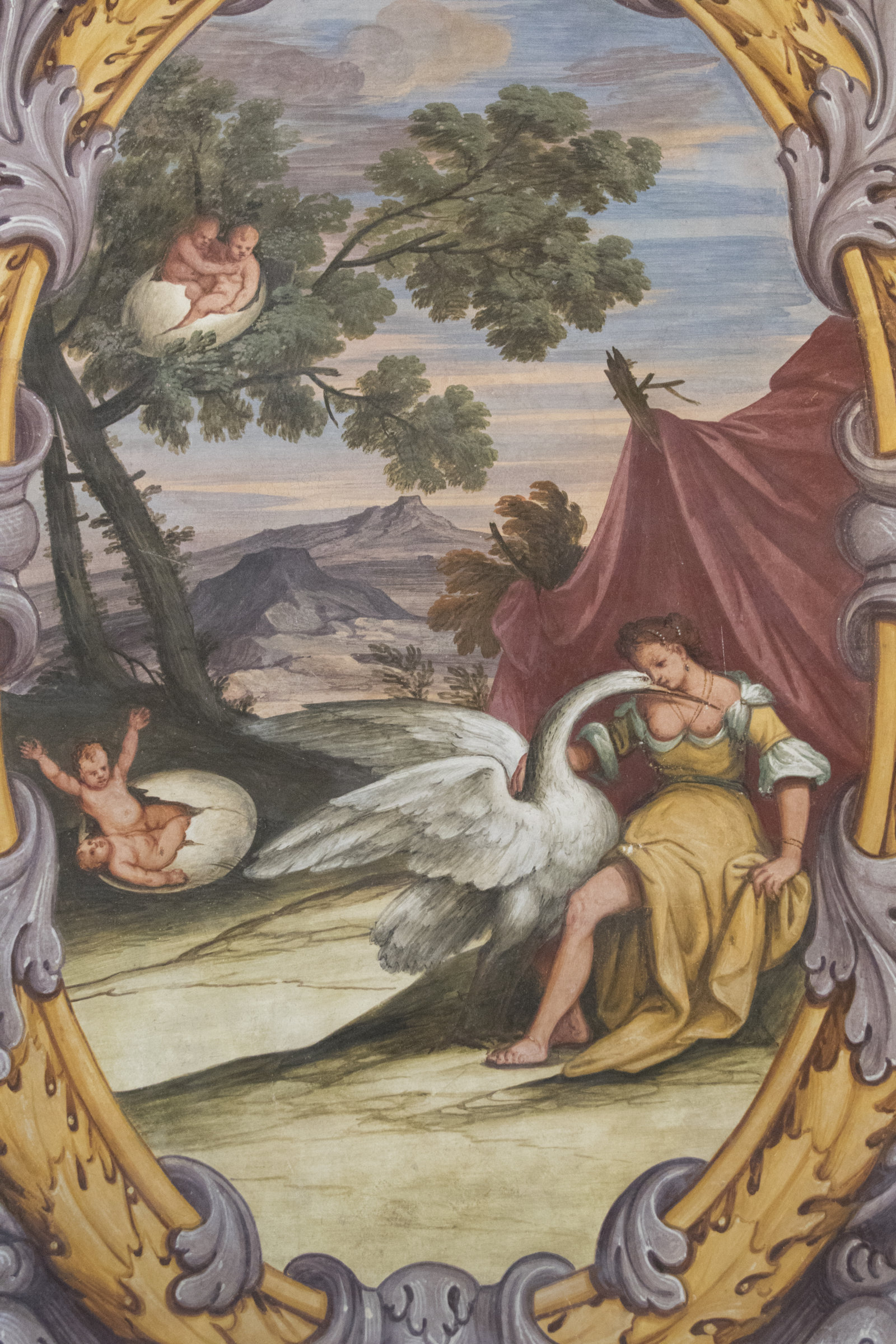
Atrio, Leda e il cigno

Nell'atrio egli riprende la struttura architettonica di un loggiato; nei caratteristici ovali rappresenta personaggi tratti dalle Metamorfosi di Ovidio. Gli episodi mitologici vengono narrati in sequenza esaltando i momenti principali della vicenda e inserendo solo alcune figure secondarie. Viene rappresentata la storia di Atalanta e Ippomene, l'amore tra Giove e Io, la vicenda di Diana e Atteone, quella di Leda e il cigno, l'incestuosa relazione tra Mirra e il padre Cinira, il ratto di Europa e di Deianira ed infine l'episodio degli abitanti della Licia tramutati in rane per volere di Latona.
All'interno di altri ovali sono presenti le "imprese": emblemi personali a cui sono associati dei motti, fra cui quello della salamandra e del camaleonte.
Nella Sala delle storie romane, Primon rappresenta scene ispirate ai testi degli storici Tito Livio e Valerio Massimo. Egli raffigura una contrapposizione fra donne degne di ammirazione, tra cui la vestale Tuccia, la vestale Emilia, Volumnia e Semiramide, e figure femminili dai comportamenti deplorevoli, in particolar modo Tullia Minore. Tale contrapposizione allude alla condizione femminile, tema largamente discusso dagli inizi del Cinquecento. Si discosta invece da questa tematica l'affresco rappresentante la storia di Muzio Scevola.
Nella Sala delle storie bibliche, all'interno di cornici in stucco, viene ripresa l'antitesi tra modelli di donne virtuose e donne dai comportamenti immorali. Vengono quindi rappresentate la vicenda di Dalila, di Lot e le sue figlie, di Giacobbe e Rachele, di Agar e Ismaele, di Davide e Abigail, di Mosè e della figlia del faraone, di Susanna e i Vecchioni, di Betsabea e di Giuseppe e della moglie di Putifarre.

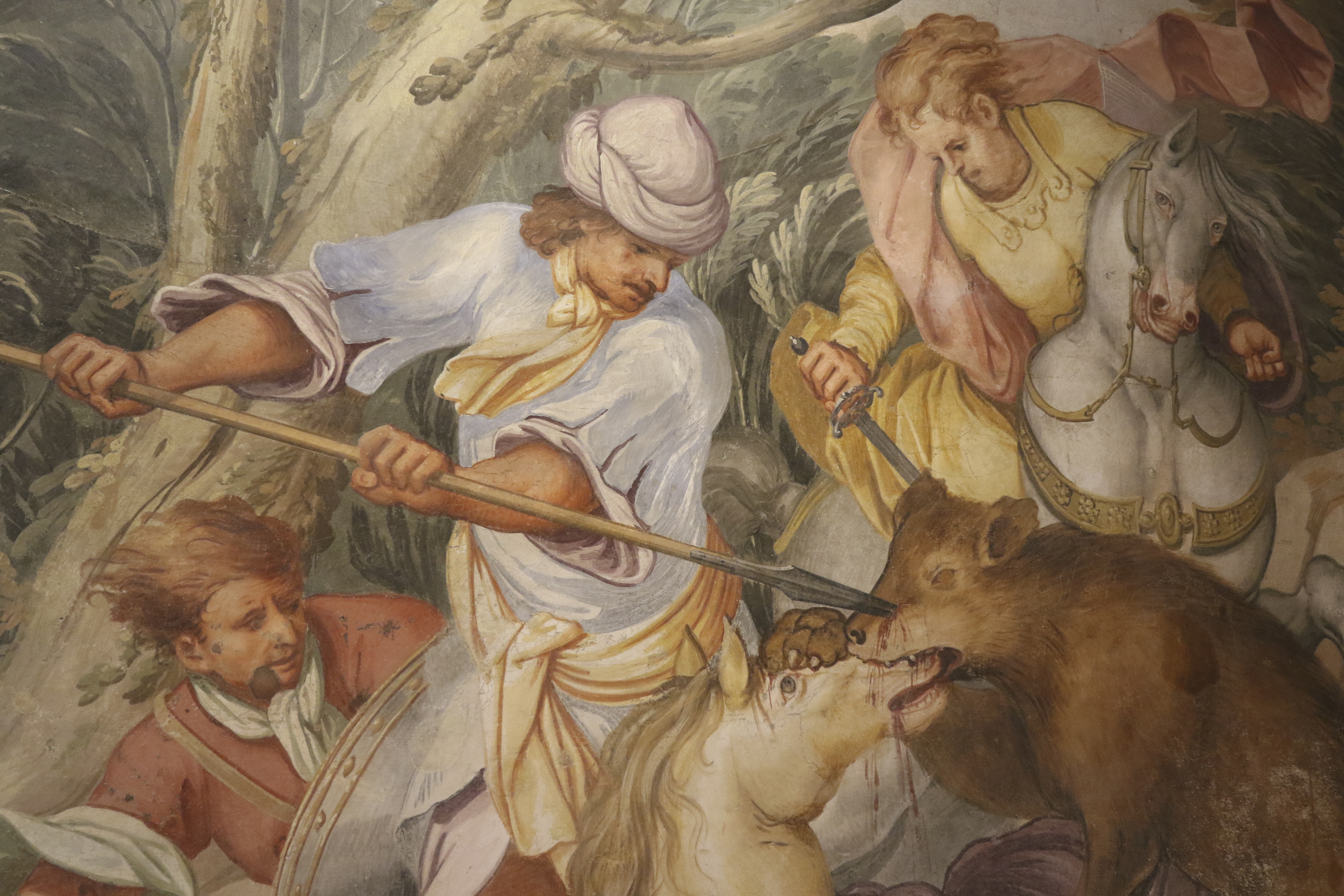
Sala della caccia, La caccia al cinghiale

Nella Sala della caccia, invece, le figure femminili risultano marginali mentre centrali sono le scene venatorie. Vengono ritratte la caccia al toro, sovrastata da un episodio tratto dalle favole di Esopo, la caccia allo struzzo e la caccia al cinghiale.
Agli inizi del Settecento i due artisti emiliani Antonio Felice Ferrari e Giacomo Parolini realizzano la decorazione dello scalone che conduce al piano nobile. All'interno di finti clipei raffigurano dei busti dei Cesari, alcuni assimilabili ai membri della famiglia Cavalli. La salita verso il piano superiore è accompagnata da Apollo e da quattro muse: Calliope, Melpomene, Urania e infine Clio.
Nello stesso periodo in cui viene affrescato lo scalone, viene incaricato Louis Dorigny di decorare il salone nobiliare. Egli realizza degli affreschi disposti su tre registri, i quali risultano essere simmetrici rispetto a quelli dell'atrio di Primon. Nella parte inferiore egli rappresenta figure monocrome sovrastate da cornici al cui interno ritrae personaggi mitologici: Dafne, le Grazie, Io, Venere e Amore, Ercole e Onfale, il Tempo e la Notte. Nella parte sommitale delinea degli ovali monocromi al cui interno vi sono degli amorini che assumono posizioni giocose.

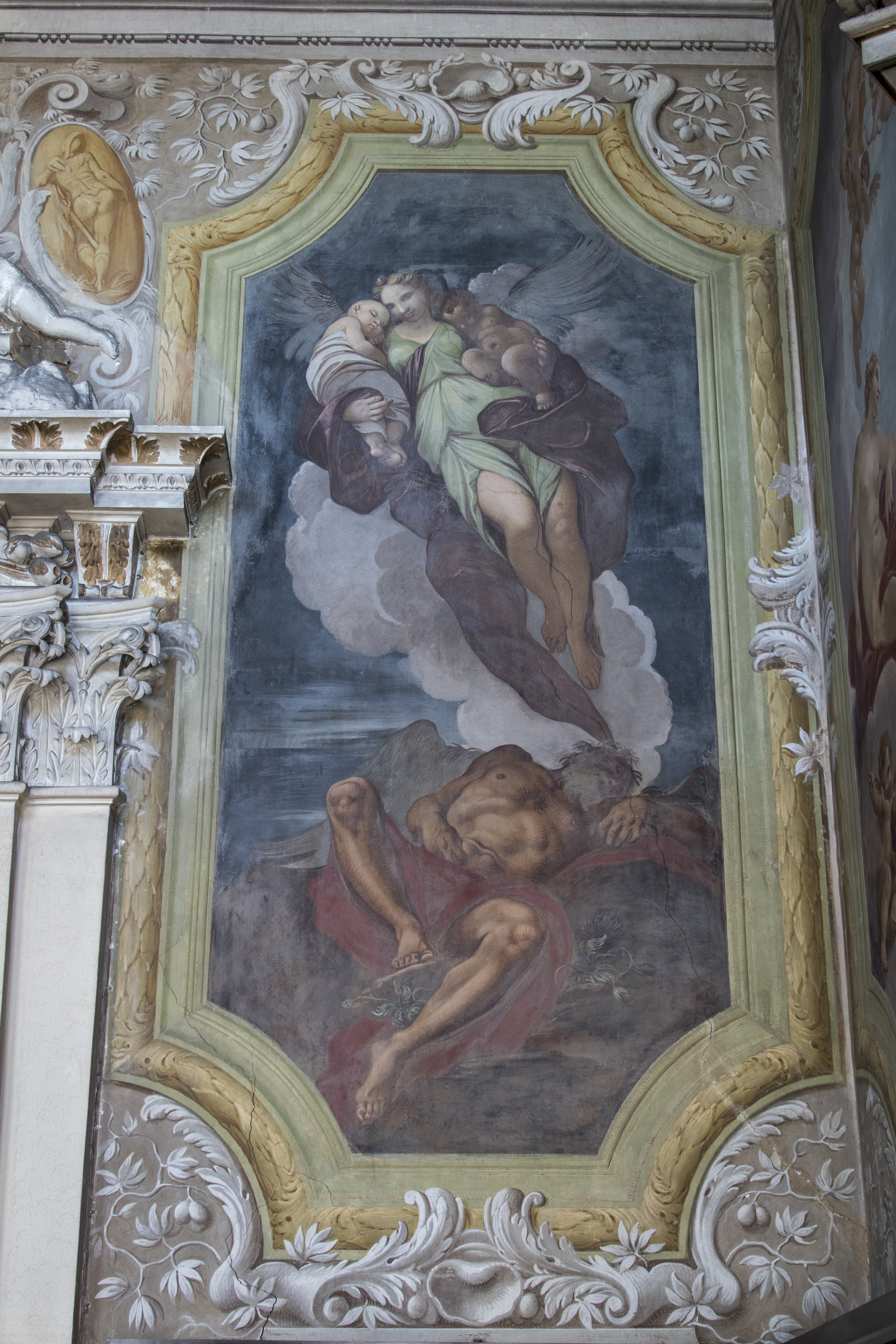
Salone, Il Tempo e la Notte

Non ci sono informazioni precise relative al soffitto originale dipinto da Dorigny essendo stato rovinato dalle infiltrazioni e coperto alla fine dell'Ottocento con un diverso affresco raffigurante un'allegoria del trionfo della Scienza e della Tecnica.